# Filippo Cosentino
Filippo Cosentino (Alba, 18 maggio 1983) è un compositore, chitarrista, editore e produttore discografico italiano.

## Biografia
Consegue il diploma accademico in chitarra presso il Conservatorio G.B.Martini, la laurea in DAMS e successivamente la laurea specialistica in Discipline della musica con tesi in Filologia Musicale all'Università degli studi di Bologna. Nel capoluogo emiliano fa l'esordio nel jazz partecipando al Bologna Jazz Festival.
Dopo la formazione accademica nel capoluogo emiliano, si trasferisce ad Alba.

## Carriera
Ha dedicato la propria produzione musicale alla composizione per chitarra baritona e quartetti d'archi e comprende anche colonne sonore, musica classica e musica jazz. Ha collaborato dal vivo con artisti della musica pop italiana (Paola Turci, Andrea Mirò, Tricarico, Mauro Ermanno Giovanardi, Andrea Fumagalli in arte Andy Bluvertigo), jazz (Marc Copland), Fabrizio Bosso, Antonio Zambrini, Jesper Bodilsen, Andrea Marcelli, Soren Bebe, Rita Marcotulli, Danilo Rea, Gabriele Mirabassi, Peo Alfonsi, Michael Rosen) e della musica classica (Quartetto Speranza, Quartetto d'Archi di Torino, Avos Project Ensemble).
Ha collaborato alla realizzazione dei dischi Four Letters String Quartets No°4 e di Emily Reel #5 del M°Ezio Bosso

## Discografia principale
- 2024 - Ascension (Ipogeo Classic, IRC012024)
- 2023 - Ask (Ipogeo Records, IR012023)
- 2022 - Heros (Ipogeo Records, IR0010)
- 2021 - Baritune (Incipit/EgeaMusic, INC289)
- 2020 - Leave the thorn, take the rose (Da Vinci Jazz,  C00287)
- 2018 - Andromeda (Nau, 2018)
- 2015 - L'Astronauta (ERL, 2015)
- 2014 - Human Being (ERL, 2014)
- 2011 - Lanes (autoprodotto, 2011)

## Colonne Sonore
- Al Termine della Notte [in selezione al Giffoni FIlm Festival con il titolo in inglese Us Against the night cortometraggio]
- GOW [lungometraggio]
- Carlotta the musical [teatro]
- Fino a quando la mia stella brillerà - Storia di Liliana Segre [teatro]
- Meno 100 chili - Ricette per la dieta della nostra pattumiera [docufilm]
- Elogio alla solitudine [cortometraggio]